# Kloben (Verbindungselement)

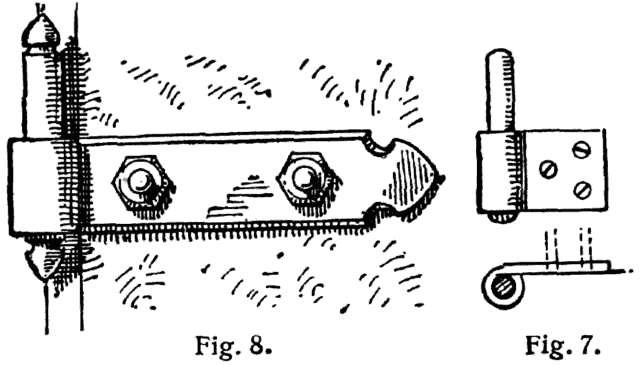
Verschiedene Kloben zum Anschrauben

Ein Kloben ist im Bauwesen ein L-förmiger Tür- oder Fensterbeschlag zum schwenkbaren Aufhängen von Fenstern, Fensterläden, Türen und Toren an der Gebäudewand oder an Pfosten. Sie werden meistens aus Metall gefertigt; selten sind Holz- und Steinkloben.
Kloben zum drehbaren Befestigen eines Türblatts an der Zarge werden auch als Türangel bezeichnet. Die Begriffe Kloben und Angel werden oftmals synonym verwendet.

## Konstruktion
Das grundlegende Element eines Klobens ist ein L-förmiges Teil, welches entweder geschmiedet wird oder aus einem horizontalen Haken (Band) mit eingelassenem senkrechten Zapfen (Bolzen, Stift, Dorn) besteht. Beim Einschlagkloben wird das horizontale Ende (Haken) tragfähig in den Blindstock (Zarge) oder ein anderes massives Rahmenholz geschlagen, geschraubt oder im Türstock eingemauert. Bei schweren Türen und Toren sind die horizontalen Haken besonders rückverankert.
Ein älterer Konstruktionstyp ist der Stützkloben (Stützhaken), bei dem der Dorn vorsteht und konsolartig unterstützt ist.
Bei jüngeren Kloben-Konstruktionen wird das horizontale Ende kurz ausgeführt. Beim Plattenkloben wird der kurze Haken an eine gelochte Blechplatte geschweißt, welche an Wand, Türstock oder Pfosten festgeschraubt wird.
Über den senkrecht stehenden Zapfen wird das Oberteil des Bands geschoben, um Tor, Tür, Fenster oder Laden beweglich aufzuhängen. In der Regel werden zwei Kloben verwendet, um Türblatt oder Fensterflügel schwenkbar einzuhängen. Schwere Türen, Tore und ähnliches werden meist an drei oder mehr Kloben aufgehängt; dabei kann einer der Kloben in umgekehrter Richtung (Zapfen zeigt nach unten) verwendet werden, um z. B. ein Aushebeln der Tür zu erschweren, etwa in Burgen etc. Zum Ausgleich von Höhendifferenzen werden zwischen Kloben und Band-Oberteil Unterlegscheiben (Fitschenringe) eingesetzt.

Bildergalerie
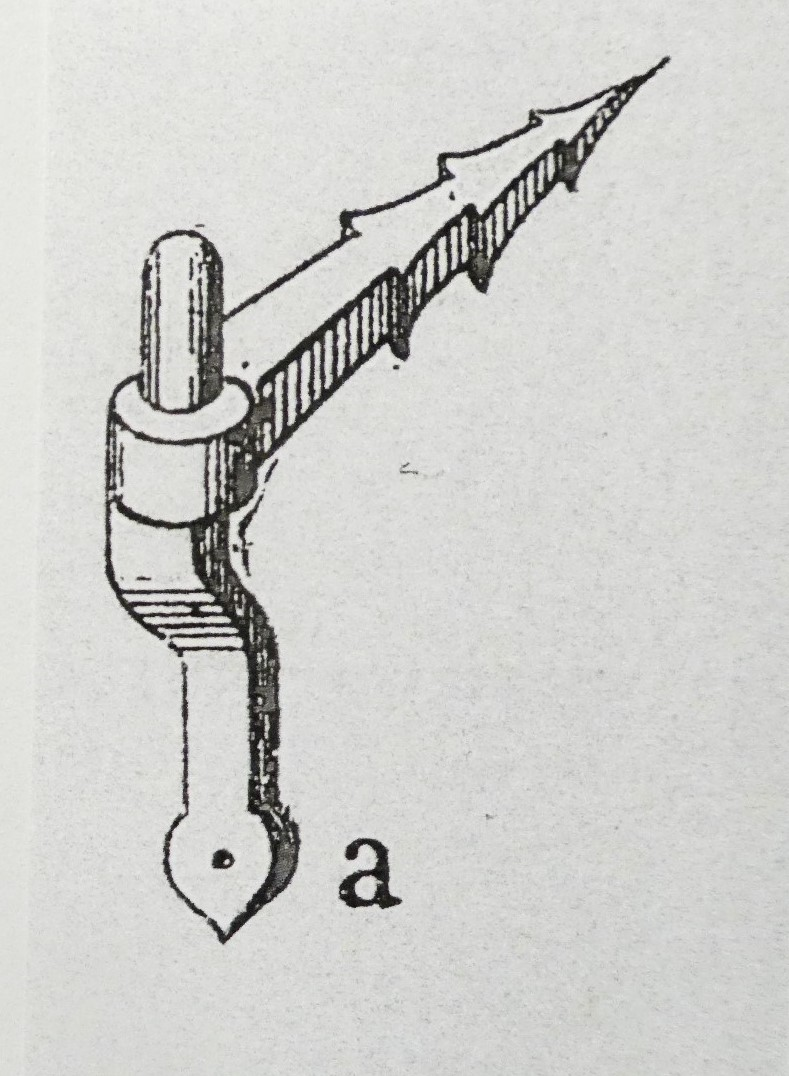
Stützkloben, dessen Haken in Holz eingeschlagen wird (Handbuch der Architektur, 1896)
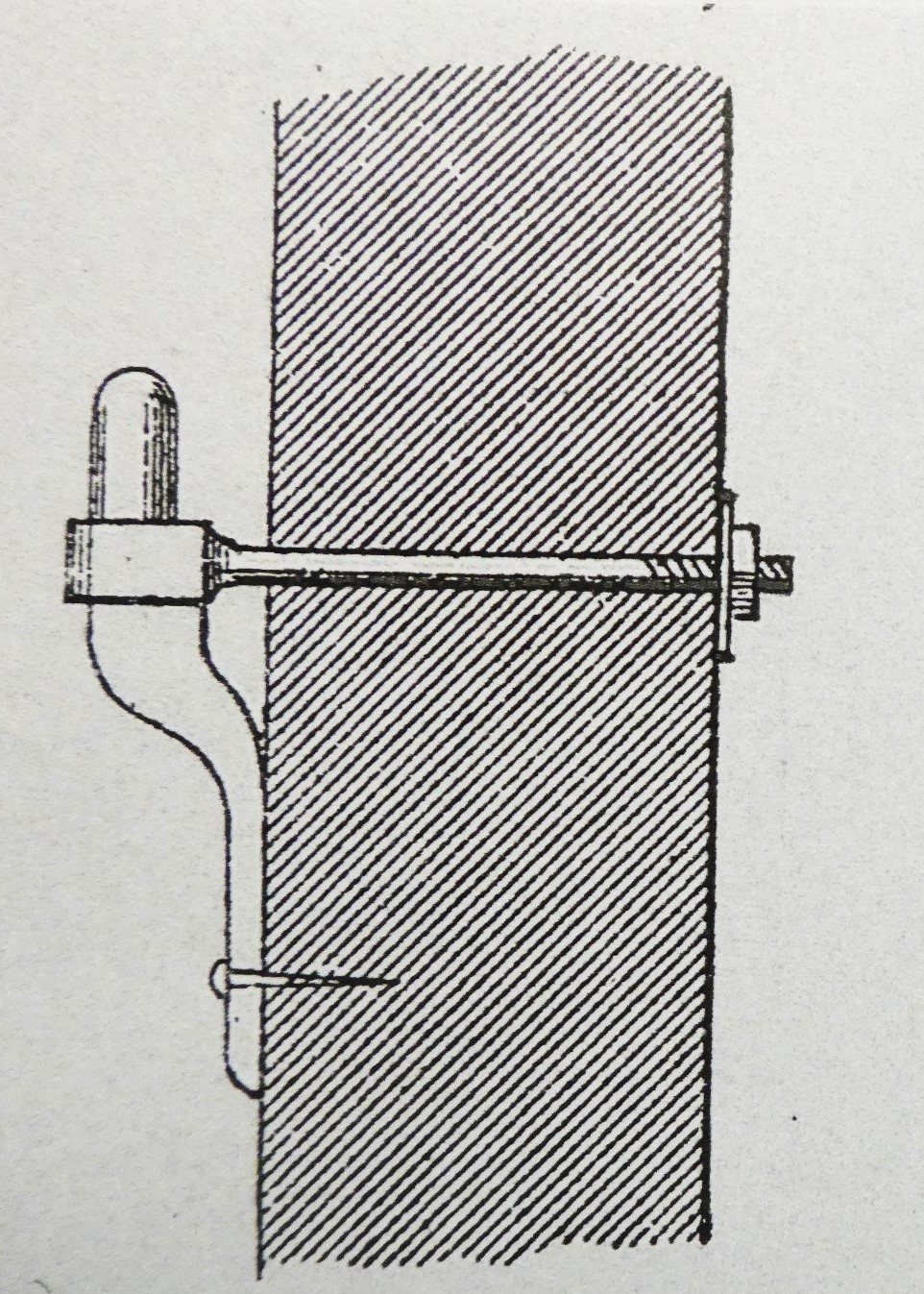
Stützkloben, der mit einem Ankereisen durch einen Holzrahmen oder eine Mauer hindurchfasst (Handbuch der Architektur, 1896)
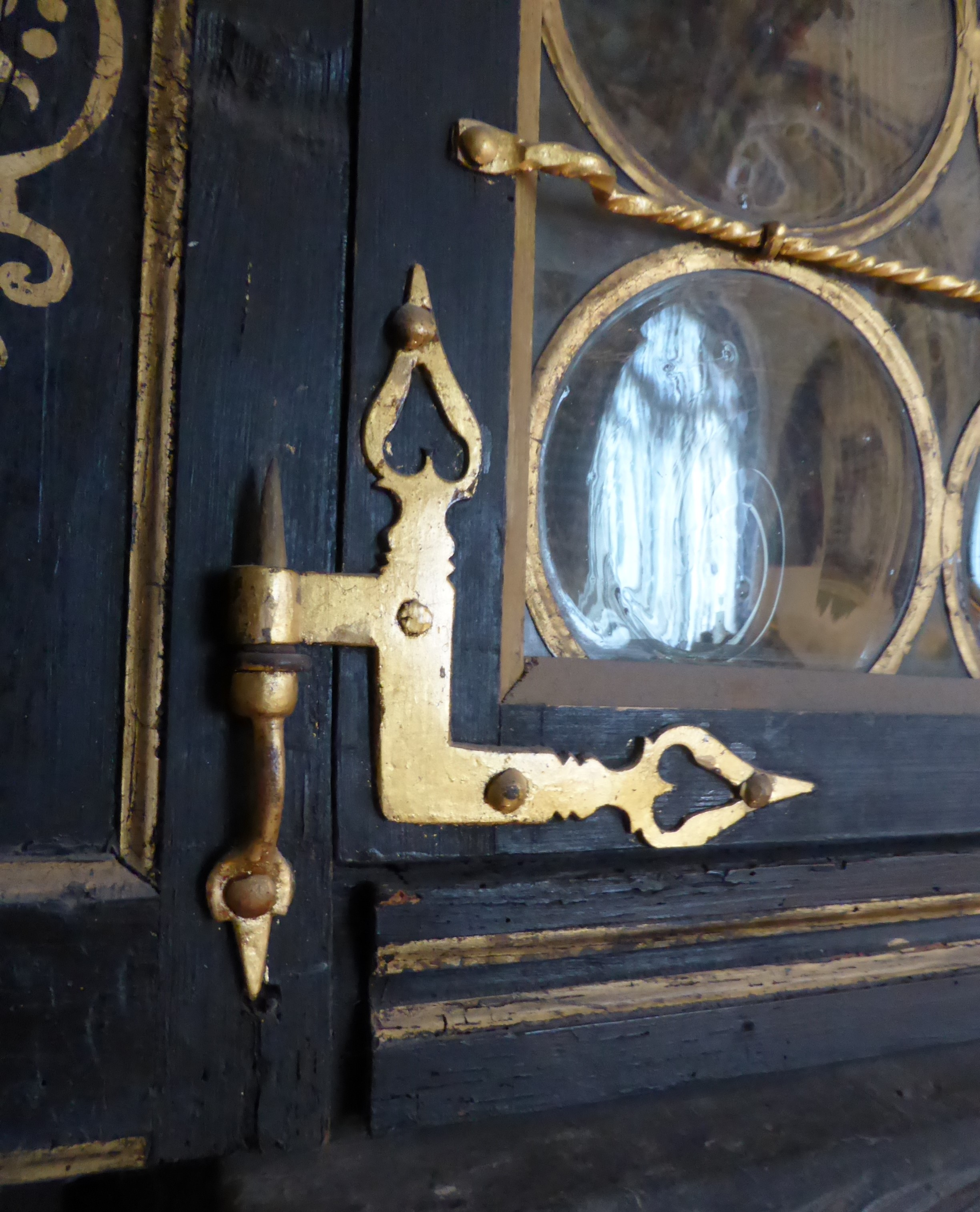
Vergoldeter Renaissance-Fensterzierbeschlag mit Stützkloben (Schlosskapelle Celle)
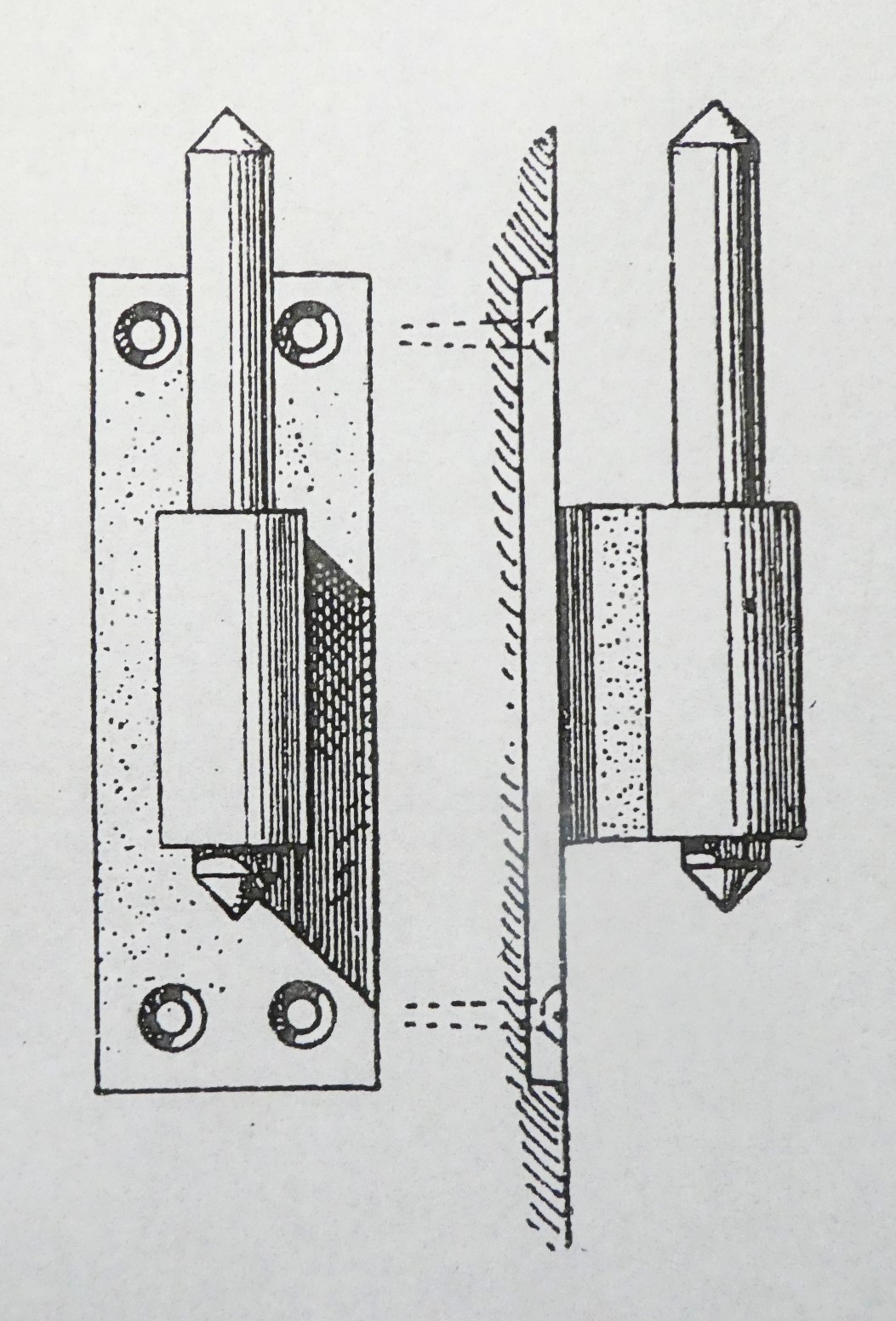
Plattenkloben zum Anschrauben (Handbuch der Architektur, 1896)
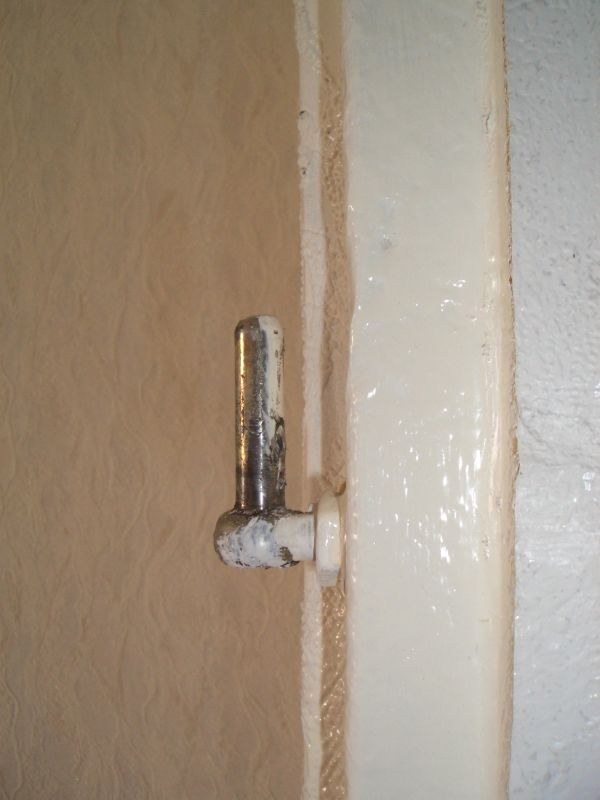
Einfacher Türkloben, an einer Türzarge montiert

Das Konstruktionsprinzip des Klobens kommt auch außerhalb des Bauwesens vor, so etwa beim Verschluss mittelalterlicher Helme, wie dem Hundsgugel.

## Sonstige Begriffsverwendung
Das Deutsche Wörterbuch kennt den „Kloben“ u. a. als dicken, unförmigen Holzklotz oder als Vorrichtung zum Einspannen eines Werkstücks in die Hobelbank.
Das Adjektiv „klobig“ bezeichnet die Eigenschaften grob, grobschlächtig, klotzig.